# Kościół św. Filomeny w Mysore
Kościół św. Filomeny w Mysore – rzymskokatolicki kościół w Mysore. Jeden z największych kościołów katolickich w Indiach i w całym regionie południowej Azji.
Kościół jest wzniesiony z kamienia i reprezentuje styl neogotycki. Został zbudowany w latach 1933-1956 na miejscu dwóch starszych świątyń pod tym samym wezwaniem. Autor projektu, francuski architekt Daly, wzorował się na wyglądzie katedry w Kolonii.
Kościół jest budowlą dwuwieżową, każda z wież wznosi się na wysokość 175 stóp. Główna nawa mieści jednorazowo 800 osób. Witraże w oknach kościoła przedstawiają sceny z życia Chrystusa: Narodzenie Pańskie, Ostatnią Wieczerzę, Ukrzyżowanie Chrystusa, Zmartwychwstanie Pańskie i Wniebowstąpienie. Główny ołtarz świątyni wykonany jest z marmuru.
W podziemiach obiektu przechowywane są relikwie patronki świątyni oraz jej figura wykonana we Francji.